# Eumorphus panfilovi
Eumorphus panfilovi là một loài bọ cánh cứng trong họ Endomychidae. Loài này được Kryzhanovskij miêu tả khoa học năm 1960.